# Michael Browne
Michael Browne, O.P. (nascido David Browne), (Grangemokler, 6 de maio de 1887 - Roma, 31 de março de 1971), foi um padre irlandês da Ordem Dominicana e um cardeal da Igreja Católica Romana. Ele serviu como Mestre-geral da Ordem dos Pregadores de 1955 a 1962 e foi elevado ao cardinalato em 1962.

## Biografia precoce
Michael Browne nasceu em Grangemockler, no Condado de Tipperary.

## Formação
Browne ingressou na Ordem dos Pregadores, comumente conhecidos como dominicanos, em 1903. Depois de estudar no Rockwell College , o convento dominicano na Basílica de San Clemente, em Roma, e na Universidade de Friburgo, foi ordenado sacerdócio em 21 de maio de 1910.

## Carreira
Browne lecionou no convento dominicano em Tallaght, onde foi Mestre dos noviços até 1919, quando foi nomeado professor na Pontifícia Universidade São Tomás de Aquino, Angelicum, em Roma.
Browne serviu como Prior do convento de St. Clemente de 1925 a 1930.
Ele foi o Angelicum' s reitor magnificus 1932-1941
Browne foi nomeado Mestre do Palácio Sagrado de 1951 a 1955.
Tornou-se Mestre-geral da Ordem dos Pregadores em 11 de abril de 1955, permanecendo nessa posição até sua renúncia em 1962. Foi criado Cardeal-diácono de São Paulo em Regola pelo Papa João XXIII, no consistório de 19 de março de 1962, nomeado Arcebispo Titular de Idebessus em 5 de abril de 1962 e consagrado como bispo em 19 de abril por João XXIII, com os cardeais Giuseppe Pizzardo e Benedetto Aloisi Masella servindo como co-consagradores na Arquibasílica de São João de Latrão.
Browne participou do Concílio Vaticano II de 1962 a 1965. Conservador severo, ele se opôs às reformas do Concílio (incluindo a Liberdade religiosa) e era amigo do arcebispo Marcel Lefebvre. Ele foi um dos eleitores cardeais que participou do Conclave de 1963 que selecionou o Papa Paulo VI. De 20 de janeiro de 1971 até sua morte, Browne serviu como cardeal Protodiácono.
Ele morreu em Roma, aos 83 anos, e foi enterrado no cemitério do convento em Tallaght, condado de Dublin, na Irlanda.

## Família
Seu irmão era Pádraig Monsenhor de Brún, notável padre, poeta e erudito, e era tio de Máire Mhac e tSaoi, erudito, poeta, esposa de diplomata irlandês, escritor e político Conor Cruise O'Brien e filha de sua irmã, Margaret Browne e seu marido, o revolucionário e estadista irlandês Seán MacEntee.

### O Big Sycamore
Maurice Browne (autor) redireciona aqui. Para outros usos, consulte Maurice Brown (desambiguação).
Joseph Brady (autor) redireciona aqui. Para outros usos, consulte Joseph Brady.
The Big Sycamore (1958)  é um relato ficcional do início da vida do futuro cardeal Browne e sua família, ficcionalizado como 'os Fitzgeralds' (o nome de solteira de sua mãe era Kate Fitzgerald). Foi escrito (sob o pseudônimo Joseph Brady ) por outro de seus irmãos, Maurice Monsignor Browne (1892-1979), pároco de Ballymore Eustace, County Kildare e Hollywood, County Wicklow , e autor de peças teatrais. como Prelude to Victory (1950), e romances como In Monavalla (1963)  e De uma janela do presbitério (1971), bem como o já mencionado The Big Sycamore .